# Gisele
Gisele oder Gisèle ist ein weiblicher Vorname.

## Namensträgerinnen
- Gisele Bündchen (* 1980), brasilianisches Model
- Gisèle Casadesus (1914–2017), französische Schauspielerin
- Gisèle Freund (1908–2000), deutsch-französische Fotografin
- Gisèle Halimi (1927–2020), französische Rechtsanwältin und Frauenrechtlerin
- Gisèle Lestrange (1927–1991), französische Zeichnerin und Grafikerin
- Gisèle Marvin (* 1987), US-amerikanische Eishockeyspielerin
- Gisele de Oliveira (* 1980), brasilianische Dreispringerin
- Gisele Oppermann (* 1987), deutsch-brasilianisches Model und Reality-TV-Teilnehmerin
- Gisèle Ory (* 1956), Schweizer Politikerin
- Gisèle Pascal (1921–2007), französische Schauspielerin
- Gisèle Pelicot (* 1952), französische Überlebende sexuellen Missbrauchs
- Gisèle Sapiro (* 1965), französische Soziologin und Historikerin
- Gisele Silver (* 1976), israelische Schauspielerin
- Gisèle van Waterschoot van der Gracht (1912–2013), niederländische Malerin und Verlegerin

## Ähnliche Vornamen
- Gisa, Gisberga, Gisberta, Gisburga, Gisela, Giselberga, Giselberta, Giselburga
- Giselheid, Giselind, Gisella, Giselle, Giseltraud, Giseltrud, Gislind
- Gislinde, Gismara, Gismonda, Gismunda, Gismunde, Gisselle, Gistraud und Gistrud